# زنی تنها (فیلم ۱۹۸۱)
زنی تنها (لهستانی: Kobieta samotna) فیلمی دلهره‌آور روان‌شناختی و سیاسی به کارگردانی آگنیشکا هولاند است که در سال ۱۹۸۱ ساخته شد. این فیلم به دلیل انتقادات اجتماعی مطرح‌شده در آن، در لهستان توقیف شد و به مدت شش سال (تا سال ۱۹۸۷) منتشر نشد و تا آن هنگام اکران عمومی نداشت.

## بازیگران
- ماریا خفالیبوگ
- بوگوسواف لیندا
- ریشارد کوتیس
- یژی ترلا
- کشیشتف زالسکی